# Tetragonuridae
Tetragonuridae é uma família de peixes da subordem Stromateoidei.

## Espécies
Existem 3 espécies:
- Tetragonurus atlanticus Lowe, 1839.
- Tetragonurus cuvieri Risso, 1810.
- Tetragonurus pacificus Abe, 1953.